# Lista de emissoras da Rede Super
Esta é uma lista que contém as emissoras que retransmitem a programação da Rede Super. Além disso, a lista contém ainda as operadoras de TV por assinatura que contam com o sinal da emissora em seu line-up e as antigas afiliadas da rede e suas respectivas afiliações atuais.

## Geradora
| Pertence a                 | Nome       | Cidade         | Estado | Canal          | Prefixo | Operada desde |
| -------------------------- | ---------- | -------------- | ------ | -------------- | ------- | ------------- |
| Igreja Batista da Lagoinha | Rede Super | Belo Horizonte | MG     | 23 UHF digital | —       | 1998          |

## Afiliadas

### Maranhão
| Pertence a | Nome         | Cidade     | Canal analógico. | Canal digital       | TV por assinatura |
| ---------- | ------------ | ---------- | ---------------- | ------------------- | ----------------- |
| —          | TV Lençóis   | São Luís   | —                | —                   | 24 (TVN)          |
| —          | TV Ágape     | Bacabal    | 40 UHF           | 45 (em implantação) | —                 |
| —          | TV Esperança | Açailândia | 17 UHF           | —                   | —                 |
| IAD        | TV Missão    | Coroatá    | 26 UHF           | —                   | —                 |

### Mato Grosso
| Pertence a | Nome           | Cidade | Canal  |
| ---------- | -------------- | ------ | ------ |
| —          | TV Super Sinop | Sinop  | 7 (50) |

### Mato Grosso do Sul
| Pertence a | Nome          | Cidade       | Canal | TV por assinatura    |
| ---------- | ------------- | ------------ | ----- | -------------------- |
| —          | Rede Super MS | Campo Grande | —     | 26 / 526 (Claro NET) |

### Minas Gerais
| Pertence a                   | Nome                    | Cidade        | Canal analógico | Canal digital |
| ---------------------------- | ----------------------- | ------------- | --------------- | ------------- |
| Associação Cultural Alcobaça | TV Gazeta Norte Mineira | Montes Claros | 2               | 41            |

### Pará
| Pertence a                 | Nome        | Cidade   | Canal analógico | Canal digital |
| -------------------------- | ----------- | -------- | --------------- | ------------- |
| Amazônia Rádio e Televisão | TV Amazônia | Santarém | 7               | 34            |

### Paraná
| Pertence a                      | Nome                | Cidade   | Canal       | TV por assinatura |
| ------------------------------- | ------------------- | -------- | ----------- | ----------------- |
| PIB Curitiba                    | Rede Super Curitiba | Curitiba | 55 (31 UHF) | —                 |
| Centro Universitário de Maringá | TV UniCesumar       | Maringá  | 28 (36 UHF) | 21 (Claro NET)    |

1. ↑  Misto com a TV Brasil
2. ↑  Misto com o Canal Futura

## Retransmissoras

### Acre
- Senador Guiomard - 44 UHF digital (em implantação)

### Alagoas
- Olho d'Água das Flores - 35 (18 UHF)
- Palmeira dos Índios - 47 UHF (em implantação)
- Santana do Ipanema - 27 UHF (em implantação)

### Amapá
- Porto Grande - 16 UHF digital (em implantação)

### Bahia
- Juazeiro - 47 UHF digital (em implantação)

### Espírito Santo
- Pancas - 17 UHF digital (em implantação)
- São Mateus - 51 UHF digital (em implantação)

### Goiás
- Anápolis - 51 UHF digital (em implantação)

### Maranhão
- Bom Jesus das Selvas - 23 UHF digital (em implantação)
- Olho d'Água das Cunhãs - 48 UHF digital (em implantação)
- Peritoró - 45 UHF digital (em implantação)
- Presidente Dutra - 51 UHF digital (em implantação)
- Pedreiras - 16 UHF
- Santa Inês - 33 UHF digital (em implantação)

### Minas Gerais
- Arcos - 41 UHF digital
- Aguanil - 4 VHF
- Campo Belo - 24 VHF
- Carangola - 48 UHF digital
- Carlos Chagas - 6 (20 UHF)
- Cataguases - 17 UHF
- Caratinga - 19 UHF digital (em implantação)
- Cedro do Abaeté - 31 UHF
- Conselheiro Lafaiete - 28 UHF / 41 UHF digital (em implantação)
- Córrego Danta - 41 UHF
- Divinópolis - 38 UHF
- Espera Feliz - 24 (50 UHF)
- Itamarandiba - 31 UHF
- Ipanema - 7 VHF analógico / 30 UHF digital
- Itabira - 46 UHF
- Jacutinga - 20 UHF
- Juiz de Fora - 27 UHF digital
- Lambari - 14 UHF digital (em implantação)
- Lagoa da Prata - 5 VHF
- Leopoldina - 48 UHF
- Machado - 5 VHF
- Morro da Garça - 42 (44 UHF)
- Manhuaçu - 2 VHF
- Nepomuceno - 9 VHF
- Oliveira - 34 UHF
- Ouro Branco - 53 UHF
- Pains - 18 UHF digital
- Pará de Minas - 48 UHF digital (em implantação)
- Poços de Caldas - 15 UHF digital
- Sabará - 23 (12 VHF)
- Santa Rita do Sapucaí - 51 UHF digital
- São João del-Rei - 9 VHF
- São Joaquim de Bicas - 21 UHF digital
- São Lourenço - 46 UHF digital (em implantação)
- Sete Lagoas - 12 UHF digital
- Taiobeiras - 37 UHF
- Três Marias - 30 UHF digital (em implantação)
- Varginha - 58 UHF
- Viçosa - 14 UHF

### Pará
- Capanema - 44 UHF digital (em implantação)
- Capitão Poço - 43 UHF digital (em implantação)
- Garrafão do Norte - 43 UHF digital (em implantação)
- Parauapebas - 51 UHF digital (em implantação)
- Redenção - 23 UHF

### Paraíba
- Alagoa Grande - 33 (32 UHF)
- Campina Grande - 44 UHF digital (em implantação)
- Catolé do Rocha - 11 VHF (em implantação)
- Itabaiana - 13 (25 UHF)
- Juazeirinho - 14 (32 UHF)
- Monteiro - 2 VHF (em implantação)
- Pedras de Fogo - 13 VHF (em implantação)
- Solânea - 31 UHF (em implantação)

### Paraná
- Antônio Olinto - 50 UHF digital (em implantação)
- Paranavaí - 25 UHF digital (em implantação)

### Pernambuco
- Petrolina - 41 UHF digital (em implantação)
- Serra Talhada - 49 UHF digital

### Piauí
- Altos - 18 UHF digital (em implantação)
- Campo Maior - 43 UHF digital (em implantação)
- Parnaíba - 14 UHF digital (em implantação)

### Rio de Janeiro
- Itaperuna - 46 UHF

### Rondônia
- Cacoal - 25 UHF digital
- Porto Velho - 5.3 (48 UHF)
- Pimenta Bueno - 14 UHF digital (em implantação)

### São Paulo
- Barretos - 47 UHF digital

## Antigas afiliadas
| Nome               | Cidade           | Estado | Canal       | Situação/afiliação atual                                 | Período de afiliação |
| ------------------ | ---------------- | ------ | ----------- | -------------------------------------------------------- | -------------------- |
| Super TV           | Mossoró          | RN     | 14 (35 UHF) | Extinta                                                  | ????-2023            |
| ADTV               | Rio Branco       | AC     | 44 UHF      | Extinta                                                  | ????-2023            |
| REMA TV            | Porto Velho      | RO     | 48 UHF      | TV A Crítica                                             | 2021-2022            |
| TV Rio Flores      | Presidente Dutra | MA     | 16 UHF      | Band                                                     | ????-2021            |
| TV Nova Capital    | Sinop            | MT     | 38 UHF      | Hoje TV A Crítica Sinop, afiliada à TV A Crítica         | 2016-2021            |
| TV Esperança       | Santa Inês       | MA     | 50 UHF      | Hoje TV Cidade Vale do Pindaré, afiliada à TV Novo Tempo | ????-2020            |
| TV Cidade          | Macapá           | AP     | 2 VHF       | Rede Meio                                                | 2018-2019            |
| TV Itatiaia        | Belo Horizonte   | MG     | 32 UHF      | Hoje TV WSN                                              | 2018-2019            |
| Super Sul TV       | Imperatriz       | MA     | 25 UHF      | Extinta                                                  | 2017-2018            |
| TV Porto Seguro    | Porto Seguro     | BA     | 21 UHF      | Hoje TV Porto, afiliada à TV Cultura                     | 2010-2016            |
| Via Brasil TV      | Araguaína        | TO     | 54 UHF      | Hoje TV Amazônia, afiliada à Band                        | 2014-2015            |
| Canal 54 Fortaleza | Fortaleza        | CE     | 54 UHF      | Hoje TV Capital, emissora independente                   | 2013-2014            |
| Rede Estação       | Recife           | PE     | 14 UHF      | Hoje emissora independente                               | 2007-2011            |
| TV Costa Verde     | Gurupi           | TO     | 21 UHF      | Extinta                                                  | Desconhecido         |